# 恵須取支庁

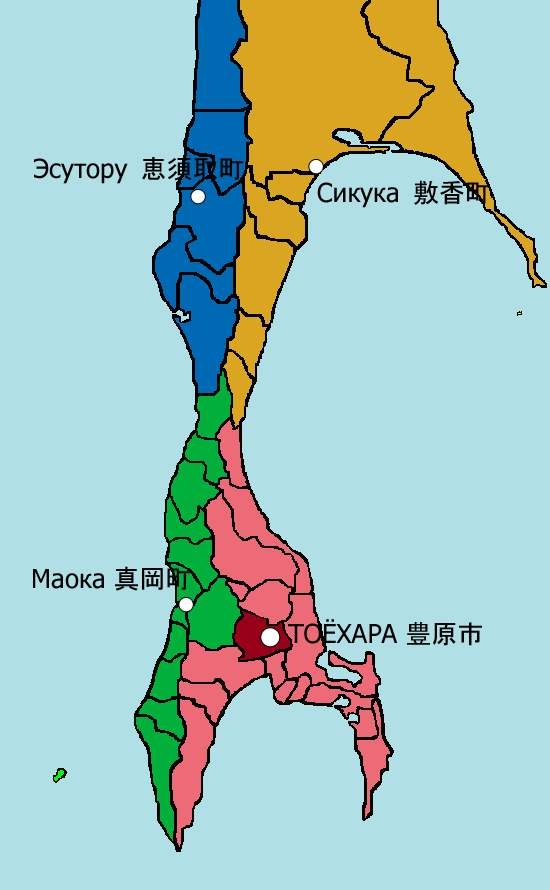
支庁区分図（青：恵須取支庁）

恵須取支庁（えすとるしちょう）は、樺太庁の支庁の一つ。支庁所在地は恵須取町。

## 歴史
- 1940年（昭和15年）1月 - 泊居支庁の一部の区域をもって設置。鵜城郡・名好郡および久春内郡の一部（珍内町）を管轄。
- 1942年（昭和17年）11月 - 鵜城郡および久春内郡の一部（珍内町）・名好郡の一部（恵須取町・塔路町）が合併して恵須取郡が発足。管轄区域が恵須取郡・名好郡の2郡となる。
- 1943年（昭和18年）4月1日 - 「樺太ニ施行スル法律ノ特例ニ関スル件」（大正9年勅令第124号）が廃止され、内地編入。
- 1945年（昭和20年）8月22日 - ソビエト連邦により占拠される。
- 1949年（昭和24年）6月1日 - 国家行政組織法の施行のため法的に樺太庁が廃止。同日恵須取支庁廃止。